# Kraan (regelaar)

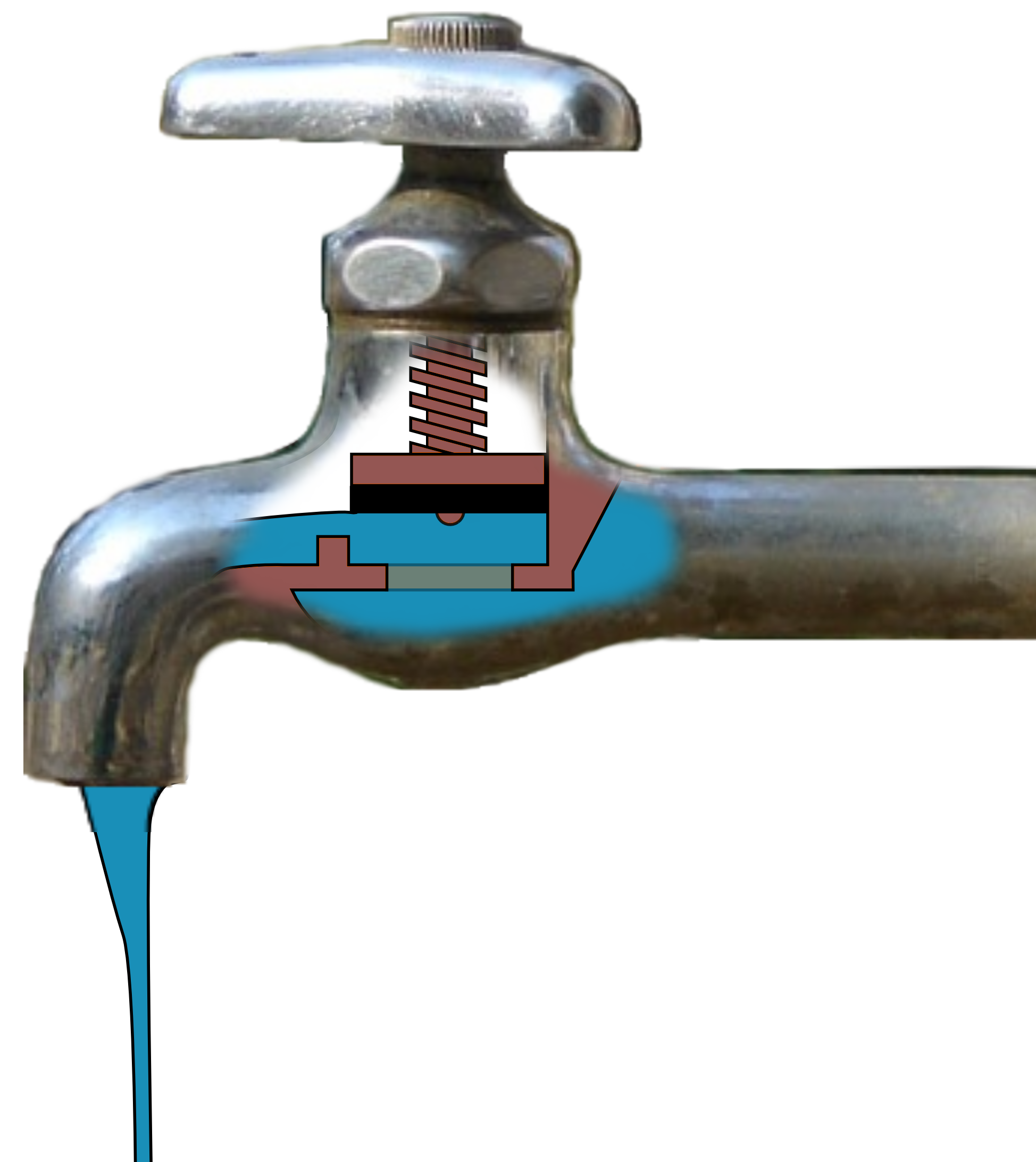
Het mechanisme in een waterkraan

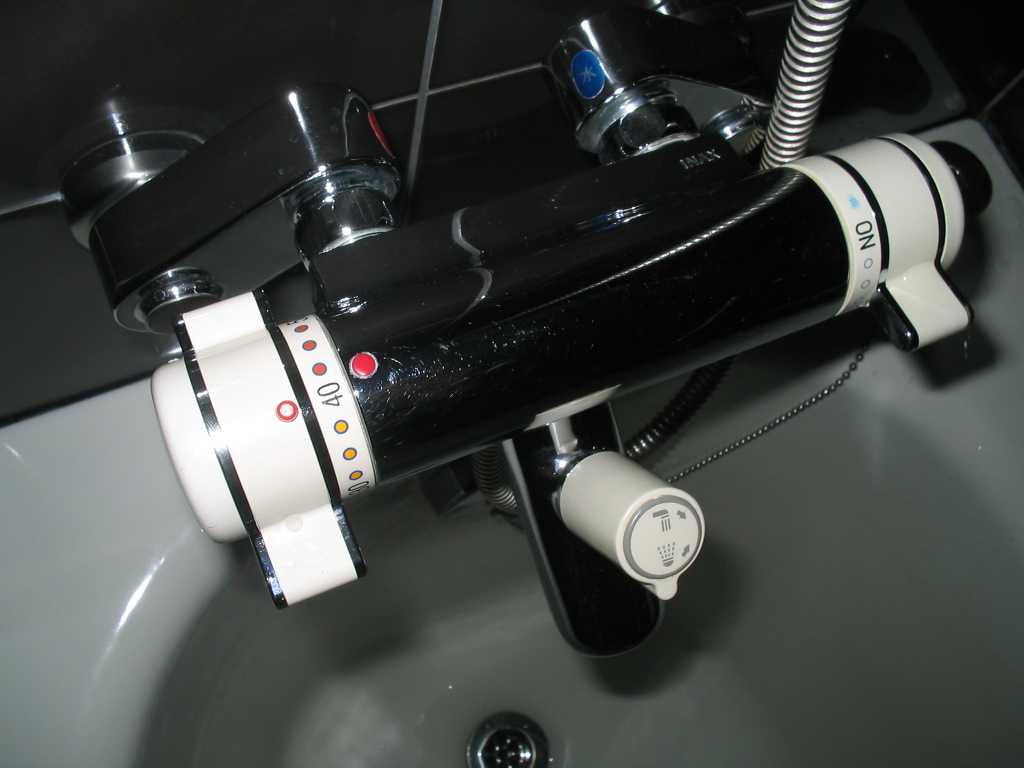
Een thermostaatmengkraan voor het bad

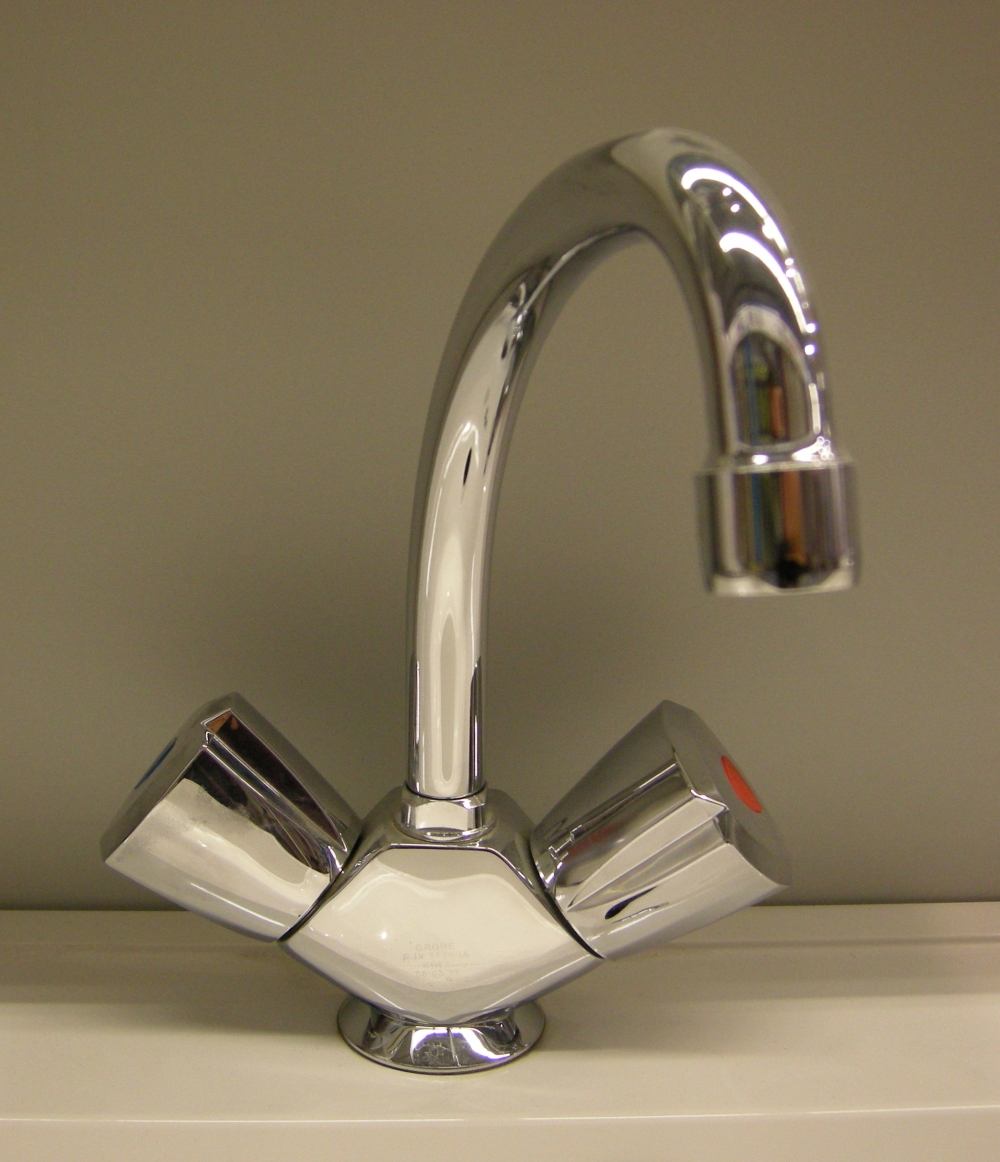
Een conventionele handmengkraan

Een kraan is een mechaniek waarmee de stroming van een vloeistof of gas in een leiding geregeld kan worden.

## Algemeen
Verreweg de meeste kranen kunnen de doorstroming vloeiend regelen tussen geheel gesloten (geen stroming) en volledig geopend (maximale stroming). Dit regelen gebeurt met een draaiende beweging, die wordt overgebracht van een draaiknop of een hefboom op de afsluiter in de kraan. Afhankelijk van het type kraan kan het regelbereik worden bestreken met een kwartslag tot een aantal omwentelingen. Kranen die het medium uit een leiding laten stromen hebben een uitloop, zodat er een nette straal vloeistof ontstaat. Sommige kranen zijn voorzien van een uitloop met schroefaansluiting, zodat er een verbreekbare verbinding, bijvoorbeeld via een slang of een gasslang met een verbruiker gemaakt kan worden. Kranen, die in de leiding worden opgenomen, kunnen met schroef- flens- of soldeerverbindingen zijn uitgevoerd.
Het meest bekend zijn wel de waterkraan, gaskraan en radiatorkraan voor gebruik in het huishouden voor de toevoer van respectievelijk water, gas en warmte.
Een kraan kan als onderdeel van een machine of installatie ook als appendage worden betiteld.

## Type afsluiter
- met een rubberring (het 'leertje') die op een zitting wordt gedrukt;
- een kegel of bol met dwarsgat die verdraaid wordt;
- een kegel die in een buis geschoven wordt;
- twee over elkaar schuivende keramische ringen;
- een slang die wordt dichtgeknepen.

## Mechanisme
Het eerste schroefdraad-kraanmechanisme werd in 1845 gepatenteerd en vervaardigd door de messinggieters Guest en Chrimes uit Rotherham.Dit wordt in de techniek wel een "globe valve" genoemd naar de vorm van het kraanlichaam in de vorm van een bol. Deze bol is in tweeën gedeeld met een door een klep afsluitbaar gat erin. De meeste oudere kranen gebruiken een zachte rubberen of neopreen sluitring die op een klepzitting wordt geschroefd om de stroom tegen te houden. Hoewel het een lekvrije afdichting geeft en een goede fijnregeling van de stroom, zijn zowel de rubberen sluitring als de klepzitting aan slijtage onderhevig, zodat er na verloop van tijd geen goede afdichting meer wordt bereikt in de gesloten stand, met een lekkende kraan als gevolg. De sluitring kan vervangen worden en de klepzitting opnieuw opgedoken (minstens een paar keer). Dergelijke kranen zijn nooit onderhoudsvrij.
Schuifafsluiters gebruiken een metalen wig met een ronde voorkant, gewoonlijk met dezelfde diameter als de leiding, die loodrecht op de stroming wordt vastgeschroefd, waardoor die wordt afgesneden. Er is weinig weerstand tegen de stroming wanneer de kraan helemaal open staat, maar dit type kraan geeft zelden een perfecte afdichting wanneer hij gesloten is. In het Verenigd Koninkrijk heeft dit type kraan gewoonlijk een wielvormig handvat in plaats van een kruk.
Kegel- en bolkranen zijn een ander alternatief. Deze komen vaak voor als de afsluiters in duurdere watersystemen, en worden meestal aangetroffen als gaskranen. Zij zijn te herkennen aan hun bewegingsbereik - slechts 90° - tussen volledig open en gesloten. Gewoonlijk is de klep open als de handgreep in het verlengde van de pijp is, en gesloten als de handgreep dwars op de pijp is. Een kegelklep bestaat uit een ondiep toelopende kegel in een nauwsluitende mof die dwars op de vloeistofstroom geplaatst wordt. In het Engels wordt dit gewoonlijk een taper-plug cock genoemd. Een bolkraan gebruikt in plaats daarvan een bolvormige kogel. In beide gevallen laat een gat in de kegel of bol het medium door als het op één lijn staat met de openingen in de leiding. Door de kegel of bol met de hendel te draaien wordt de doorgang geblokkeerd. In plaats van een kegel wordt ook wel een cilinder toegepast, maar door een kegel te gebruiken kan een nauwe passing worden gemaakt, zelfs met matige fabricagetoleranties. De kogel in bolkranen draait in plastic (meestal ptfe) zittingen.
Voetbediende kranen worden geïnstalleerd in laboratoria en gezondheidszorg/ziekenhuizen, maar ook in industriële omgevingen waar extreem vuile handen bij het bedienen van kranen residuen kunnen achterlaten.
Veel moderne kranen hebben beluchters aan het uiteinde om de waterstroom te beperken en lucht in te voeren in de vorm van luchtbelletjes om spatten te verminderen. In sanitaire omgevingen, zoals ziekenhuizen of laboratoria, worden "laminaire stromingsinrichtingen" gebruikt in plaats van beluchters. Laminaire debiettoestellen beperken de stroming en leiden het water in een vloeiende stroom zonder dat de omringende lucht, die gevaarlijke bacteriën of deeltjes zou kunnen bevatten, wordt binnengelaten.
Moderne kranen voor badkamer en keuken hebben keramische of plastic oppervlakken die tegen andere verende keramische oppervlakken of plastic sluitringen glijden. Deze kranen maken gebruik van de unieke lage waarde van de wrijvingscoëfficiënt van 2 keramische oppervlakken die met elkaar in contact komen, vooral in aanwezigheid van water als smeermiddel. Deze kranen vergen over het algemeen veel minder onderhoud dan traditionele bolkranen, en als er onderhoud nodig is wordt meestal het hele binnenwerk van de kraan vervangen.

## Uitvoeringen
- een mengkraan mengt warme en koude vloeistof;
- een eengreepskraan heeft de mogelijkheid om met één hendel zowel debiet als temperatuur in te stellen;
- een elektronische kraan begint vanzelf te stromen, zodra handen onder de kraan worden gehouden;
- een zelfsluitende kraan sluit na het indrukken van een knop na een ingestelde tijd vanzelf;
- een buitenkraan is een waterkraan die aan de buitenzijde op een muur is gemonteerd, zodat water voor tuin of autowassen beschikbaar is;
- een vlinderkraan wordt met twee vleugels open en dicht gedraaid;
- een thermostaatmengkraan regelt met behulp van een thermostaat de verhouding tussen warm en koud water;
- een kokendwaterkraan levert direct kokend water (100 °C);
- een wartelkraan is voorzien van een schroefaansluiting, bijvoorbeeld voor het aansluiten van een wasautomaat of een tuinslang. Deze kraan moet reglementair voorzien zijn van een terugslagklep en een beluchter om bezoedeling van het drinkwater tegen te gaan. In België gebruikt men de term 'dubbel dienstkraan';
- een radiatorkraan regelt de toevoer van het warme water naar een radiator;
- een thermostatische radiatorkraan op een radiator regelt die toevoer zelf in afhankelijkheid van de ingestelde temperatuur;
- een ontluchtingskraan op een radiator;
- een gaskraan moet in Nederland eerst worden ingedrukt om hem open te draaien, om onbedoeld openen van de gastoevoer te voorkomen, in België gebruikt men een gaskraan van het type bolkraan;
- een kogelkraan of bolkraan regelt de afsluiting door middel van een kogel met een gat erin die in de doorstroomopening een kwartslag wordt verdraaid;
- een stopkraan is een afsluiter in een waterleiding.

Een kraan die alleen de standen open of dicht kent, wordt een klep of ventiel genoemd.

## Trivia
In overdrachtelijke zin wordt met de geldkraan het 'mechanisme' bedoeld, waarmee een regelmatige financiële bijdrage wordt geregeld. De uitdrukking is "De geldkraan wordt dichtgedraaid".